# Le Puy, Gironde
Le Puy là một xã thuộc tỉnh Gironde trong vùng Aquitaine tây nam nước Pháp.

## Dân số
| Năm | 1962 | 1968 | 1975 | 1982 | 1990 | 1999 |
| --- | ---- | ---- | ---- | ---- | ---- | ---- |
| Dân số | 372  | 366  | 309  | 257  | 281  | 290  |
| From the year 1962 on: No double counting—residents of multiple communes (e.g. students and military personnel) are counted only once. |      |      |      |      |      |      |

### Liên kết bản đồ
- Map and list of communes of Gironde
- Map of Le Puy on Michelin (bằng tiếng Anh) Lưu trữ ngày 14 tháng 1 năm 2013 tại archive.today
- Map of Le Puy on the Institut Géographique National site[liên kết hỏng]
- Map of Le Puy on Mapquest (bằng tiếng Anh)
- Le Puy on the Cassini map[liên kết hỏng]
- Map of Le Puy on Mappy (bằng tiếng Anh)[liên kết hỏng]
- Location of Le Puy on a map of France[liên kết hỏng]
- Calculate straight-line distance from Le Puy to other towns in Gironde Lưu trữ ngày 30 tháng 8 năm 2005 tại Wayback Machine